# Centro per la filosofia italiana
Il Centro per la filosofia italiana è un ente associativo senza fini di lucro, attivo dal 2001, che ha lo scopo di promuovere e divulgare la filosofia italiana, tramite convegni, tavole rotonde, conferenze e presentazioni di libri.
Venne fondato negli anni '80 su iniziativa di Pietro Ciaravolo (1928-2015) cofondatore della rivista Il Contributo pubblicata a cura del Centro stesso.
Nel corso degli anni sono state numerose le personalità del mondo della filosofia delle quali il Centro ha potuto avvalersi. Tra di esse si ricordano: Francesco Barone, Ludovico Geymonat, Franco Lombardi, Antimo Negri, Dino Cofrancesco, Giuseppe Prestipino e Teresa Serra.
L'associazione, con annessa biblioteca filosofica specializzata, è stata ospitata dal 2001 al 2021 a Monte Compatri nei locali di Palazzo Annibaldeschi e, dal 1º giugno del 2021, si è trasferito nella nuova sede di Terni presso l'archivio "Vincenzo Pirro".
Attualmente il Centro è presenziato dal filosofo Aldo Meccariello, gia insegnante di Filosofia e Storia presso il Liceo Classico "Marco Tullio Cicerone" di Frascati (RM).